# Platina (oraș)
Platina este un oraș în São Paulo (SP), Brazilia.